# 13219 Cailletet
13219 Cailletet eller 1997 MB9 är en asteroid i huvudbältet som upptäcktes den 30 juni 1997 av Spacewatch vid Kitt Peak-observatoriet. Den är uppkallad efter den franske fysikern Louis Paul Cailletet.
Asteroiden har en diameter på ungefär 16 kilometer.